# 彭薩科拉海灘 (佛羅里達州)
彭薩科拉海灘（英語：Pensacola Beach）是位於美國佛羅里達州艾斯康比亞縣的一個非建制地區。該地的面積和人口皆未知。

## 地理
彭薩科拉海灘的座標為30°19′56″N 87°08′30″W / 30.33222°N 87.14167°W，而該地的平均海拔高度為31米（即102英尺）。